# Impatiens hancockii
Impatiens hancockii är en balsaminväxtart som beskrevs av Charles Henry Wright. Impatiens hancockii ingår i släktet balsaminer, och familjen balsaminväxter. Inga underarter finns listade i Catalogue of Life.